# Cilembu
Cilembu is een bestuurslaag in het regentschap Sumedang van de provincie West-Java, Indonesië. Cilembu telt 4348 inwoners (volkstelling 2010).